# Bertil Lundman
Bertil Johannes Lundman (28 września 1899 w Malmö, zm. 5 listopada 1993) – szwedzki antropolog. Profesor antropologii fizycznej na Uniwersytecie w Uppsali. Rozgłos uzyskał w roku 1977 po opublikowaniu książki The Races And Peoples Of Europe, w której przedstawił swój system klasyfikacji jednostek taksonomicznych ras ludzkich w Europie.